# 홍계훈
홍계훈(洪啓薰, 1842년 ~ 1895년)은 조선 후기의 무장 겸 정치가이다. 조선국 충청도 감사 등을 지냈다.
초명은 홍재희(洪在羲), 본관은 남양(南陽) . 자는 성남(聖南), 호는 규산(圭珊)이다.

## 생애
신원은 확실치 않으나, 무사 집안 출신이었다. 무예청 별감으로 관직을 시작한 그는 1882년 8월에 일어난 임오군란 당시 수문장으로 명성황후를 누이로 속여서 명성황후 민씨를 업고 피신시킨 뒤 경기도 여주로 호송했다. 그 공으로 출세하였다. 1887년 충청감사 1894년 장위영 영관(領官)을 지냈다. 그해 동학농민운동이 일어나자 양호초토사(兩湖招討使)로 출전하여 전주를 탈환하고 그 공으로 훈련대장이 되었다.
1895년 음력 8월 20일(양력 10월 8일 새벽5시 50분,6시) 을미사변 때 소수의 도성수비대 병력을 이끌고 광화문 앞에서 일본군과 일본이 훈련시킨 훈련대의 우범선, 이두황 등 친일파 군인 내통자들을 막다가 죽었다.

## 사후
- 을미사변 때 조선의 왕비 명성황후 민씨를 지키다가 죽은 궁내부 대신 이경직과 더불어 1900년 장충단에 제향되었다.[4]
- 군부대신에 추증되고, 충의공(忠毅公)이라는 시호를 받았다.

## 평가
황현은 《매천야록》에서 홍계훈을 “졸병에서 일어나 높은 지위에까지 올랐는데, 인품이 염결(廉潔)하고 근신(勤愼)했다.”라고 호평했다. 황현이 명성황후와 연관된 인물중 거의 유일하게 호평한 인물이다.

## 홍계훈을 연기한 배우
- 박해상 - 1982년 풍운 KBS1 드라마
- 홍순창 - 1990년 대원군 MBC 드라마
- 김주영 - 1995년 찬란한 여명 KBS1 드라마
- 정준호 - 2001년 명성황후 (M/V)
- 홍일권 - 2001년 명성황후 KBS2 드라마
- 지혜근 - 2007년 명성황후 뮤지컬
- 조승우 - 2009년 불꽃처럼 나비처럼 영화
- 최우혁 - 2018 명성황후 뮤지컬
- 윤서현 - 2019년 녹두꽃 SBS 드라마
- 이창섭 - 2021년 명성황후 뮤지컬
- 박민성 - 2021년, 2025년 명성황후 뮤지컬

## 같이 보기
| - 을미사변 - 명성황후 - 고영근 - 이경직 - 고종 - 순종 - 우범선 - 이진호 - 이주회 - 이두황 - 유길준 | - 경복궁 - 흥선대원군 - 이준용 - 윤치호 - 미우라 고로 - 이노우에 가오루 - 장충단비 |

## 참고 문헌
- 고종실록
- 매천야록